# 香川短期大学附属女子高等学校
香川短期大学附属女子高等学校（かがわたんきだいがくふぞくじょしこうとうがっこう）とは、香川県善通寺市生野町にあった私立の高等学校。同系列の香川短期大学が香川県綾歌郡宇多津町へ移転した後の校舎を使用した。現在、校舎は香川看護専門学校が使用している。
1998年、香川誠陵高等学校に改称し、香川県高松市鬼無町佐料に移転。改称・移転は手続きの問題上、学校の新規設置が難しかったために行われたものであり、実際には改称・移転と言うよりは閉校（尽誠学園高等学校への統合）に等しい。

## 沿革
- 昭和63年（1988年） 9月30日香川県に認可される。
- 平成元年（1989年） 4月、開校（実質的には尽誠学園高等学校女子部の分離）。
- 平成10年（1998年） 香川誠陵高等学校に改称し、高松市鬼無町佐料に移転。
- 平成12年（2000年） 3月、香川誠陵高等学校善通寺教場、廃止。

## 設置課程
全日制
- 普通科
  - 特別進学コース - 国公立大学、4年制有名私立大学志望者向けコース
  - 一般進学コース - 4年制大学、短期大学志望者向けコース
- 衛生看護科 - 准看護師資格取得、看護専門学校志望者向け
- 福祉科の開設準備も進んだ。

## 教育
- 校訓 - 愛・敬・誠
- モットー - 素直な心、あふれる意欲、ゆたかな感性

## 進路
- 普通科の生徒は大学へと進学した者が多い。広島大学、東京外国語大学、香川大学、国際基督教大学、立命館大学、同志社女子大学などへの合格者がいる。
- 衛生看護科の生徒は姉妹校の香川看護専門学校、神戸市看護大学短期大学部など看護学校へと進学した者がいた。就職する者も多かった。

## 部活動
文化部
華道、茶道、写真、書道、吹奏楽、陶芸、美術、文芸、ESS、JRC、OA
運動部
剣道、卓球、ソフトテニス、バレーボール、バトン、陸上
- 中でもソフトテニスは全国高等学校総合体育大会で1994年5位、1995年3位、1996年5位と3年連続入賞を果たしている。

## 学校生活
- 制服は、冬服はブレザーで、夏服は半袖のワイシャツにベストである。
- 校章は「高」という字をオリーブが囲んだものである。香川誠陵高等学校の校章の地球の代わりに「高」がある。

## 交通機関
- 鉄道:JR四国土讃線、善通寺駅。
- 路線バス:琴参バス、尽誠学園前停留所。

## 文化祭・体育祭
『嘩風祭』が毎年9月に行われた。『体育祭』は5月に行われた。

## 改称後
- 1998年、香川誠陵高等学校に改称し、高松市鬼無町佐料に移転。香川短期大学附属女子高等学校は実質的には香川誠陵高等学校とは関係ないので香川誠陵高等学校に関することは割愛する。
  - 校舎 - 香川誠陵高等学校善通寺教場となる。
  - 普通科 - 休止中であった尽誠学園高等学校女子部が1998年に再開され、女子部普通科に引き継がれる。男子部・女子部という区分は1997年の入学生が卒業した2000年に廃止されている。
  - 衛生看護科 - 尽誠学園高等学校女子部衛生看護科が1998年に設置され、引き継がれる。
  - 福祉科 - 設置準備中であったが、1998年に尽誠学園高等学校福祉科が設置され、引き継がれる。
- 1996年、1997年に入学した生徒は香川誠陵高等学校善通寺教場の生徒となり、そのまま善通寺教場で授業を受け、卒業した。

## 関連施設
学校法人尽誠学園
- 尽誠学園高等学校
- 香川短期大学
- 香川短期大学附属幼稚園
- 香川看護専門学校

社会福祉法人尽誠福祉会
- のぞみ保育園
- 諶之丞の丘 - 特別養護老人ホーム